# 妙智寺 (浜田市)
妙智寺（みょうちじ）は、島根県浜田市殿町にある日蓮宗の寺院。山号は法輪山。旧本山は大本山妙顕寺(四条門流)、奠師法縁(奠統会)。椿の品種無音の雪は境内の野生椿から選抜されたもの。

## 歴史
- 平成24年（2012年）山門が再建された。

## 境内
- 浜田で唯一の本葬墓である石見浜田藩（越智松平家）藩主松平武揚（2代）と赤穂浪士・吉田兼亮の次女すえの墓の墓所がある。

## 参考資料
- 『浜田市浜田の歴史を巡る9 浜田藩ゆかりの寺院を巡る』浜田市観光交流課
- 山陰中央新報 2015年8月14日